# Yocalla
Yocalla es una localidad y municipio de Bolivia, ubicado en la provincia de Frías del departamento de Potosí.

## Geografía
Yocalla es uno de los cuatro municipios de la provincia de Frías y se encuentra al oeste de la ciudad de Potosí. Limita al este con el municipio de Potosí, al norte con el municipio Tinguipaya, al oeste con el municipio de Urmiri, y al sur con el municipio de Porco en la provincia de Quijarro .
El municipio está situado en el borde oriental de la Cordillera Central en el altiplano boliviano.
La temperatura promedio anual en la región es de aproximadamente 11 °C (ver gráfico climático Potosí), la precipitación anual es de 350 mm. La región tiene un fuerte clima diurna de las temperaturas mensuales medias varían poco entre los 8 °C en junio / julio y 13 °C de noviembre a marzo. La precipitación mensual es inferior a 10 mm entre los meses de mayo a septiembre y de 80 mm en enero y febrero.

## Clima
El clima predominante es templado-seco, con lluvias de hasta 400mm en verano (noviembre a febrero). El período de estiaje se extiende desde el mes de abril a septiembre.
De acuerdo a los registros de la estación meteorológica de Yocalla, la distribución de lluvias se concentra entre los meses de octubre a marzo, resultando ser los más lluviosos los meses de diciembre, enero y febrero.  Sin embargo, el comportamiento de la lluvia es muy particular, siendo la misma muy tempestuosa y de corto tiempo acompañada además de fuertes descargas eléctricas.
| Parámetros climáticos promedio de Santa Lucía | Parámetros climáticos promedio de Santa Lucía | Parámetros climáticos promedio de Santa Lucía | Parámetros climáticos promedio de Santa Lucía | Parámetros climáticos promedio de Santa Lucía | Parámetros climáticos promedio de Santa Lucía | Parámetros climáticos promedio de Santa Lucía | Parámetros climáticos promedio de Santa Lucía | Parámetros climáticos promedio de Santa Lucía | Parámetros climáticos promedio de Santa Lucía | Parámetros climáticos promedio de Santa Lucía | Parámetros climáticos promedio de Santa Lucía | Parámetros climáticos promedio de Santa Lucía | Parámetros climáticos promedio de Santa Lucía |
| Mes                                           | Ene.                                          | Feb.                                          | Mar.                                          | Abr.                                          | May.                                          | Jun.                                          | Jul.                                          | Ago.                                          | Sep.                                          | Oct.                                          | Nov.                                          | Dic.                                          | Anual                                         |
| --------------------------------------------- | --------------------------------------------- | --------------------------------------------- | --------------------------------------------- | --------------------------------------------- | --------------------------------------------- | --------------------------------------------- | --------------------------------------------- | --------------------------------------------- | --------------------------------------------- | --------------------------------------------- | --------------------------------------------- | --------------------------------------------- | --------------------------------------------- |
| Temp. máx. abs. (°C)                          | 29.6                                          | 26.9                                          | 30.1                                          | 29.2                                          | 28.2                                          | 27.7                                          | 26.9                                          | 27.4                                          | 27.8                                          | 28.4                                          | 30.1                                          | 29.4                                          | 28.9                                          |
| Temp. máx. media (°C)                         | 24.1                                          | 24.1                                          | 26.6                                          | 26.6                                          | 25.3                                          | 24.0                                          | 22.7                                          | 24.8                                          | 23.8                                          | 25.2                                          | 25.7                                          | 25.8                                          | 24.9                                          |
| Temp. media (°C)                              | 15.8                                          | 16.3                                          | 16.9                                          | 14.9                                          | 12.7                                          | 10.2                                          | 10.0                                          | 11.6                                          | 12.9                                          | 14.3                                          | 16.2                                          | 16.7                                          | 14                                            |
| Temp. mín. media (°C)                         | 7.5                                           | 8.5                                           | 7.1                                           | 3.3                                           | 0.1                                           | -3.6                                          | -2.8                                          | -1.7                                          | 1.9                                           | 3.4                                           | 6.6                                           | 7.5                                           | 3.2                                           |
| Temp. mín. abs. (°C)                          | 4.1                                           | 5.4                                           | 3.2                                           | -2.9                                          | -5.1                                          | -7.8                                          | -8.2                                          | -5.5                                          | -4.5                                          | -4.7                                          | 1.6                                           | 1.9                                           | -1.7                                          |
| Precipitación total (mm)                      | 132.3                                         | 74.4                                          | 14.0                                          | 31.1                                          | 0                                             | 0                                             | 0                                             | 0                                             | 34.0                                          | 61.9                                          | 41.9                                          | 73.4                                          | 463                                           |
| Fuente n.º 1: SENAMHI, Potosí 2006            |                                               |                                               |                                               |                                               |                                               |                                               |                                               |                                               |                                               |                                               |                                               |                                               |                                               |
| Fuente n.º 2: SENAMHI, Potosí 2006            |                                               |                                               |                                               |                                               |                                               |                                               |                                               |                                               |                                               |                                               |                                               |                                               |                                               |

Tomando como referencia los registros de la estación meteorológica de Yocalla, las temperaturas medias anuales varían desde 1,9 °C como temperatura mínima media a 24,9 °C como temperatura máxima media, por lo que la temperatura media es de 14,0 °C, sobre un registro de 10 años.

## Demografía
De acuerdo con el censo boliviano de 2024, la población del municipio de Yocalla es de 11 119 habitantes.
La población del municipio aumentó casi a la mitad entre 1992 y 2024:
| Año  | Habitantes (municipio) | Fuente |
| ---- | ---------------------- | ------ |
| 1992 | 7.640                  | Censo  |
| 2001 | 8.046                  | Censo  |
| 2012 | 9.436                  | Censo  |
| 2024 | 11.119                 | Censo  |

La esperanza de vida de los recién nacidos es de 62 años, la tasa de alfabetización entre los 15 años en un 77%, y la proporción de población urbana en el municipio asciende a 0% (2012).

### Estabilidad poblacional
En el municipio de Yocalla el movimiento de la población, se presenta de dos formas, el movimiento desde las comunidades hacia el interior de la provincia, municipio, departamento, país y al exterior del país (emigración que alcanza a 15,60 %) y el movimiento de población hacia las comunidades del municipio.
Los escasos ingresos económicos percibidos, el reducido apoyo institucional para desarrollar capacidades productivas, los bajos niveles de producción y la economía de subsistencia en la que viven la mayoría de las familias, hace que los jefes de familia y los hijos mayores, finalmente tengan que emigrar.
Las personas que emigran a la ciudad de Potosí, tienen diferentes ocupaciones, teniendo como principal ocupación la minería, con diferentes denominaciones, propias del argot minero, en función del desempeño y área de trabajo, como ser: Perforistas, segunda mano, carreros, matapalos y otros, la coyuntura actual de la actividad minera, responde a la subida de cotizaciones de los minerales en el mercado internacional; otra fuente de ocupación es la construcción (albañil o ayudante de albañil); así también, las mujeres encuentran ocupación laboral como trabajadoras del hogar.
Los migrantes hacia el interior del país y hacia la República de Argentina, desarrollan su actividad laboral en costura, comercio, choferes y mecánicos, estas dos últimas en menor proporción que las primeras.

## Aspectos socioeconómicos y culturales

### Características socioculturales
Procedencia y Origen Étnico. 

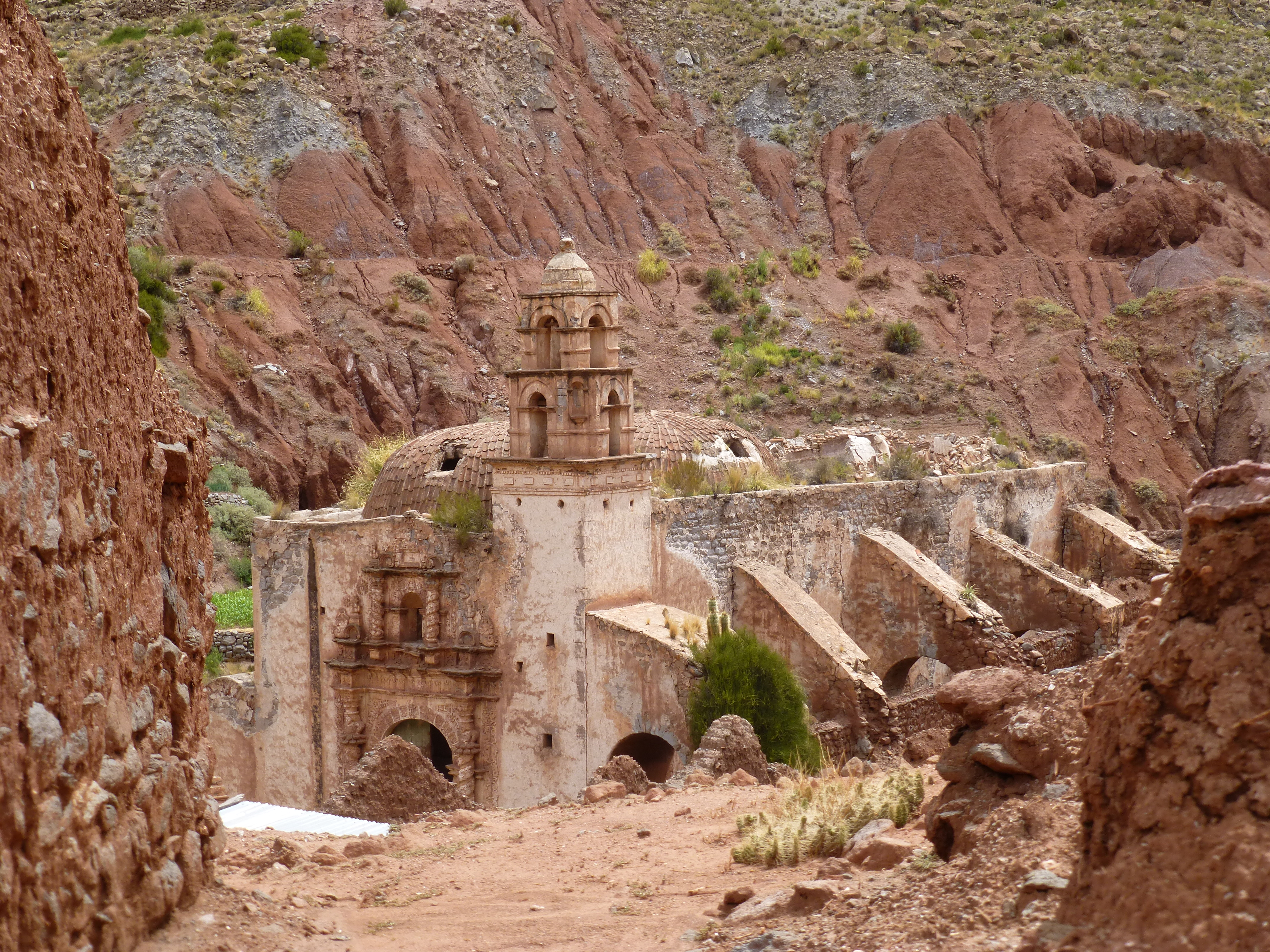
Iglesia de Salinas de Yocalla

Los originarios de la región del municipio de Yocalla eran puquinas y aymaras, posteriormente con la invasión inca de la cultura quechua, fueron habitadas por esta cultura, predominando la etnia quechua, y coexistiendo resabios de la cultura aimara en el idioma, aspecto innegable en las comunidades de Belén Pampa, Virsuri y Río Seco, las que limitan con los municipios de Belén de Urmiri y Tinguipaya.
El municipio de Yocalla, desde el punto de vista de asentamiento humano, ha sido constituido mediante procesos heredados de “La Hacienda”, nacida de los mandatos del Virrey Francisco de Toledo, ya que las cabeceras de valle como Cayara, Chiracoro y Santa Lucía, representaban un potencial agrícola, para la manutención de los españoles que vivían en la ciudad de Potosí. Pese al tiempo transcurrido desde las primeras reformas administrativas del Virrey Toledo que tratan de modificar estas prácticas de ocupación social del espacio con la finalidad de controlar a la población indígena.
La creación de la Segunda Sección de la provincia de Frías se remonta al 28/XI/1963, a esta misma fecha se remontan las creaciones de los cantones de Santa Lucía, Yocalla y Salinas de Yocalla.

### Idioma
En el territorio municipal se tiene como idioma de origen el quechua (lengua materna) y tienen como segunda lengua al español. El grado de uso de este idioma, está en función al grado de escolaridad recibida, contacto con otras personas de la ciudad y países vecinos a través de migraciones temporales, el servicio militar y los diferentes medios de comunicación.
La lengua materna (quechua) y la segunda lengua (español), es hablado por la mayoría de  hombres y  mujeres, con algunas excepciones que se presentan en las nuevas generaciones. En el caso del español existe diferencia entre hombres y mujeres, esta escasa diferencia refiere que la mujer no tiene el mismo grado de escolaridad que el hombre.
En lo que se refiere a grupos de edad, la mayor proporción de monolingües que habla solo español, se encuentra en los niños. El grupo de adultos mayores presenta la mayor proporción de monolingües nativos y los adultos en mayor proporción de personas que habla español y el quechua predominantemente.

### Religiones y creencias
De acuerdo a información del PDN del municipio, la religión católica es la oficial del municipio, pero es importante destacar el espacio que tienen los evangélicos y la tendencia al crecimiento, por el registro cada vez mayor de seguidores o creyentes, razón por la cual algunas fiestas van desapareciendo en algunas comunidades; por lo demás, se mantienen las creencias, costumbres y fiestas pagano religiosas.

### Calendario festivo, ritual y costumbres
En el municipio de Yocalla, como en cualquier otro sector rural de Bolivia, se tienen tradiciones populares muy arraigadas, que son consideradas parte de la cultura explícita de los pueblos, siendo la más importante la Festividad de San Bartolomé o Ch'utillos, por el carácter religioso, festivo y de connotación turística.
Cada comunidad, al margen de las fiestas denominadas grandes, como el Carnaval, Todos Santos y las fiestas Patrias, cuentan también con otras importantes que son consagradas a algún Santo Patrono, donde los comunarios se turnan para pasar con solemnidad estas fiestas como alférez, preste o fiesta pasador.
Los rituales, constituyen actos de veneración y agradecimientos que se hacen a la madre naturaleza, en el momento de las siembras, lo propio en el control de los fenómenos naturales que atentan a la producción agropecuaria y la recolección de la producción durante las cosechas.  Asimismo, están presentes en todas las actividades cotidianas y extraordinarias de las unidades familiares, en las relaciones de parentesco, en el inicio de las relaciones familiares, etc.
Los rituales más importantes que se celebran en el municipio son: las Ch´allas a la Pachamama, la siembra, la cosecha, la lluvia, granizo, la celebración de matrimonios (casamiento), parentesco, guarda, alférez, y Todos los Santos.
En otros rituales característicos que se celebran en algunas comunidades son los siguientes: Wasichacu, Taripakus, Alma Velay (velorio), Alma P’ampana (entierro), Warmi mañaku, Gloria, Merienda, Rutuchicu, Bautisachina (bautismo), Animo Wajiana, Kanchakus y otros.
Las fiestas ceremoniales, se presentan con el cambio de autoridades donde los pobladores pueden honrar y presentar sus respetos a las autoridades posesionadas, estos pueden ser autoridades políticas, originarias y sindicales.

## Fuente
Programa de Agua Potable y Saneamiento de Pequeñas Localidades y Comunidades Rurales de Bolivia. Desarrollado por el Gobierno Nacional en 2011-2012.
- Datos: Q1477980
- Multimedia: Yocalla Municipality / Q1477980